# Кашперк

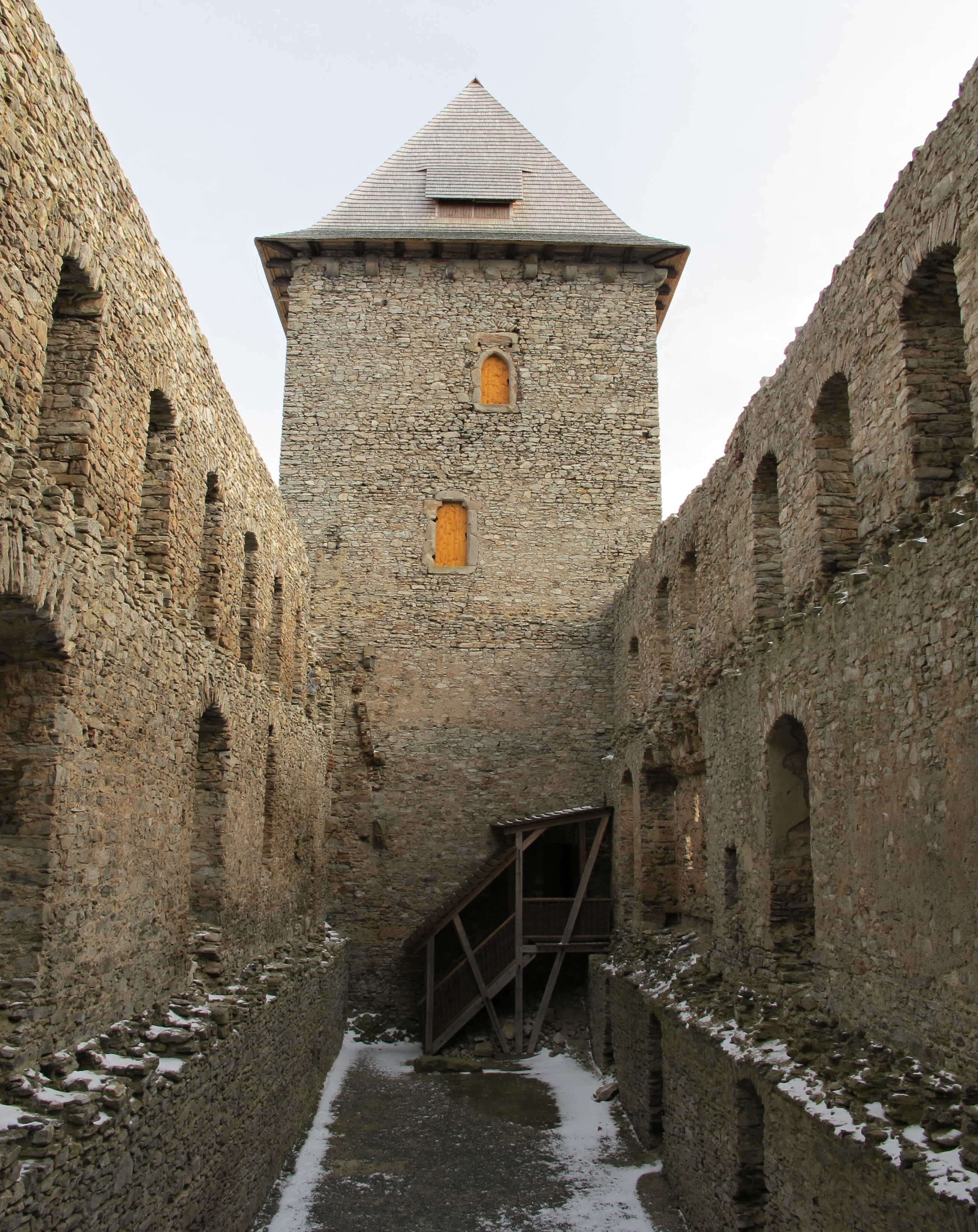
Кашперк узкий продольный дворец, вид изнутри

Кашперк (чеш. Kašperk), также Карлсберг (нем. Karlsberg) — готический средневековый замок XIV века.
Находится на юго-западе Чехии, в районе Клатови Пльзенского края. Расположен на высоком продолговатом холме в 2,5 км к северо-востоку от городка Кашперске-Гори.
Замок был заложен в 1356 году чешским королём Карлом I. В шестидесятых годах XIV века строительство было завершено. Управление замком находилось в руках держателей королевского залога. Первым из них был архиепископ Праги Ян I Очко из Влашима. После его смерти с 1411 по 1454 годы замком управляли представители рода Змрзликов из Свойшина.
В XV веке замок стал собственностью рода панов из Штернберка. В начале XVI столетия управляющим стал вице-канцлер императора Фердинанда I Габсбурга Иржи Локшан. Он оказался последним держателем замка по королевскому залогу. В конце XVI века ввиду падения стратегического значения замок был оставлен без присмотра. В 1617 году его выкупили городские власти расположенного неподалёку города Кашперске-Гори. В 1655 году вышел указ императора Фердинанда III о сносе ненужных замков, что привело к разбору части строений местными жителями (в основном это коснулось внешней крепостной стены) на строительные материалы. За 300 лет замок сильно обветшал. В 1968 году была проведена реконструкция при помощи реставраторов из Пльзеня. В 1994 году государство передало замок в собственность города Кашперске-Гори. В замке организована музейная экспозиция предметов средневековья. Восточная башня в январе 2007 года пострадала от урагана.
Ядром замка являются две прямоугольные тридцатиметровые жилые башни. Между ними построен узкий продольный дворец. Центральная часть была окружена овальным периметром внешней стены, с двумя небольшими башнями, расположенными на противоположных концах овала.
Замок Кашперк доступен для посещения в составе экскурсионных групп в тёплое время года. Он охраняется как памятник культуры Чешской Республики.